# Список пещер Индии
Ниже представлен список пещер Индии.
Несколько десятков небольших пещер известно в северных штатах Индии. Во многих небольших пещерах сооружены буддийские храмы. Множество мелких полостей известно на плато Декан, сложенном базальтами и андезитами.

## Список
- Амарнатх
- Барабар
- Белум Гухалу (длина 3225 м)
- Бутта Гухалу (глубина 85 м)
- Катар Кува (глубина 76 м)
- Матангапарватам (длина 288 м)
- Саптапарни
- Чандрашала
- Пещеры Эдаккал